# Палата Гвељ
Палата Гвељ  (кат. Palau Güell) је вила коју је пројектовао шпански архитекта Антони Гауди и налази се у Барселони у Шпанији. Вишеспратница је пројектована и изграђена за потребе грофа Еусебија де Гвеља.
Зграда је богато декорисана у стилу ране сецесије, одн. каталонског модернизма, и налази се у улици Ноу де ла Рамбла у Барселони.

## Историја
Палата је грађена је у периоду од 1886. до 1888. године. Направљена је тако да је усредсређена око главне просторије за забаву гостију из високог друштва. Гости су улазили у дом на капији, од  кованог гвожђа са замршеним шарама, за коњске запреге. Гости су се пели у собе за пријем а послуга са коњским кочијама се спуштала низ рампу у место за кочије и штале за коње.
Зидови и плафони су имали мале прозоре кроз које су домаћини гледали госте пре званичног пријема.
У великој главној просторији за госте су извођени разни пријеми и концерти. Главна просторија за забаву има висок плафон са малим рупама при врху где су фењери висили ноћу да би изгледало  као звездано небо.